# Postgirobygget
Postgirobygget is een Noorse popband die voortkomt uit het studentenmilieu van de NTNU in Trondheim in de jaren 90. Postgirobygget is een in Noorwegen populaire liveband: van het debuutalbum Melis zijn 160 000 exemplaren verkocht.

## Bandleden
- Arne Hurlen – gitaar en zang (1996–)
- Nils Petter Time
- Øyvind Kolset
- Per Sarin Madsen
- Nicolai Hauan

Ex-leden:
- Gunnar Westgaard – bassist (tot 2008)

## Discografie

### Studioalbum
- Melis (1996)
- Essensuell (1997)
- Supertanker (1999)
- 4-4-2 (2001)
- Gull (2005)
- Tidløs (2007)
- Øyeblikk (2009)
- Sommer i Norge (2013)

### Verzamelalbum
- Best av alt (2003)

### Singles
- Bohemen leve
- Idyll
- Hva gjør vi nå da
- Tidløs
- Forsvarets luftvernrakett
- Under isen
- En solskinnsdag
- Fatter ikke hva jeg gjør galt
- Kamilla
- Bille under barken
- Sløv uten dop
- Luftmadrass
- Hvem som helst kan flyte på sjarmen

### Demoalbum
- Vennligst lukk døren
- Rivd